# Memorial
Memorial je tekmovanje ali podobna športna (ali šahovska) prireditev, ki je prirejena v spomin na preminulega človeka iz te športne panoge. Po navadi se memoriali prirejajo v čast pomembnih ljudi, ki so pripomogli k razvoju določene panoge.